# Gonatocerus mexicanus
Gonatocerus mexicanus är en stekelart som beskrevs av Perkins 1912. Gonatocerus mexicanus ingår i släktet Gonatocerus och familjen dvärgsteklar. Inga underarter finns listade i Catalogue of Life.